# Rhyacophila fischeri
Rhyacophila fischeri là một loài Trichoptera trong họ Rhyacophilidae. Chúng phân bố ở miền Cổ bắc.